# El Retiro, Motozintla
El Retiro är en ort i Mexiko.   Den ligger i kommunen Motozintla och delstaten Chiapas, i den sydöstra delen av landet, 900 km sydost om huvudstaden Mexico City. El Retiro ligger 1 852 meter över havet och antalet invånare är 107.
Terrängen runt El Retiro är varierad. Runt El Retiro är det ganska tätbefolkat, med 78 invånare per kvadratkilometer. Närmaste större samhälle är Motozintla de Mendoza, 10,8 km öster om El Retiro. Omgivningarna runt El Retiro är en mosaik av jordbruksmark och naturlig växtlighet.